# Johannes Theodoor Henrard
Johannes (o Jan) Theodoor Henrard (* 1881-1974) va ser un botànic agrostòleg i micòleg neerlandès.
Va tenir una producció pròdiga amb 912 registres IPNI de les seves identificacions i classificacions de noves espècies, amb el 80% de la família de Poaceae.

## Honors
- Henrardia C.I.Hubb. 1946 es nomena en el seu honor